# Helmstorf (Seevetal)
Helmstorf ist ein Ort in der Gemeinde Seevetal im Landkreis Harburg in Niedersachsen mit 1012 Einwohnern (Stand November 2022).

## Lage
Der Ort liegt im Südwesten von Seevetal. Östlich von Helmstorf fließt die Seeve. Südlich von Helmstorf liegt Harmstorf, im Westen Klecken (Gemeinde Rosengarten) und im Norden Lindhorst.
Seevetal liegt südlich von Hamburg am Nordrand der Lüneburger Heide und ansonsten im Pendlereinzugsgebiet des Hamburger Großraums.

## Geschichte
Helmstorf wurde zum ersten Mal im Jahre 1304 schriftlich erwähnt. In einem Register von 1397 erschien unter anderen Dörfern auch Helmerechestorpe, das dem Verdener Bischof als Grundherrn zwei Scheffeln Winterweizen und neun Scheffeln Hafer abliefern musste. Offenbar hatte ein gewisser Helmerech in dem Dorf eine führende Aufgabe.
Helmstorf wurde zusammen mit 18 weiteren Gemeinden am 1. Juli 1972 zur Gemeinde Seevetal zusammengeschlossen.
Gegenwärtig gibt es keinen landwirtschaftlichen Vollerwerbsbetrieb mehr in Helmstorf.

## Politik
Der Ortsrat, der die Seevetaler Ortsteile Helmstorf, Emmelndorf, Hittfeld und Lindhorst gemeinsam vertritt, setzt sich aus 19 Mitgliedern zusammen. Die Ratsmitglieder werden durch eine Kommunalwahl für jeweils fünf Jahre gewählt.
Bei der Kommunalwahl 2021 ergab sich folgende Sitzverteilung:
| Ortsrat 2021Insgesamt 19 Sitze - SPD: 3 - Grüne: 3 - FWS: 4 - FDP: 1 - CDU: 7 - AfD: 1 |

## Sehenswertes
- Fischteiche

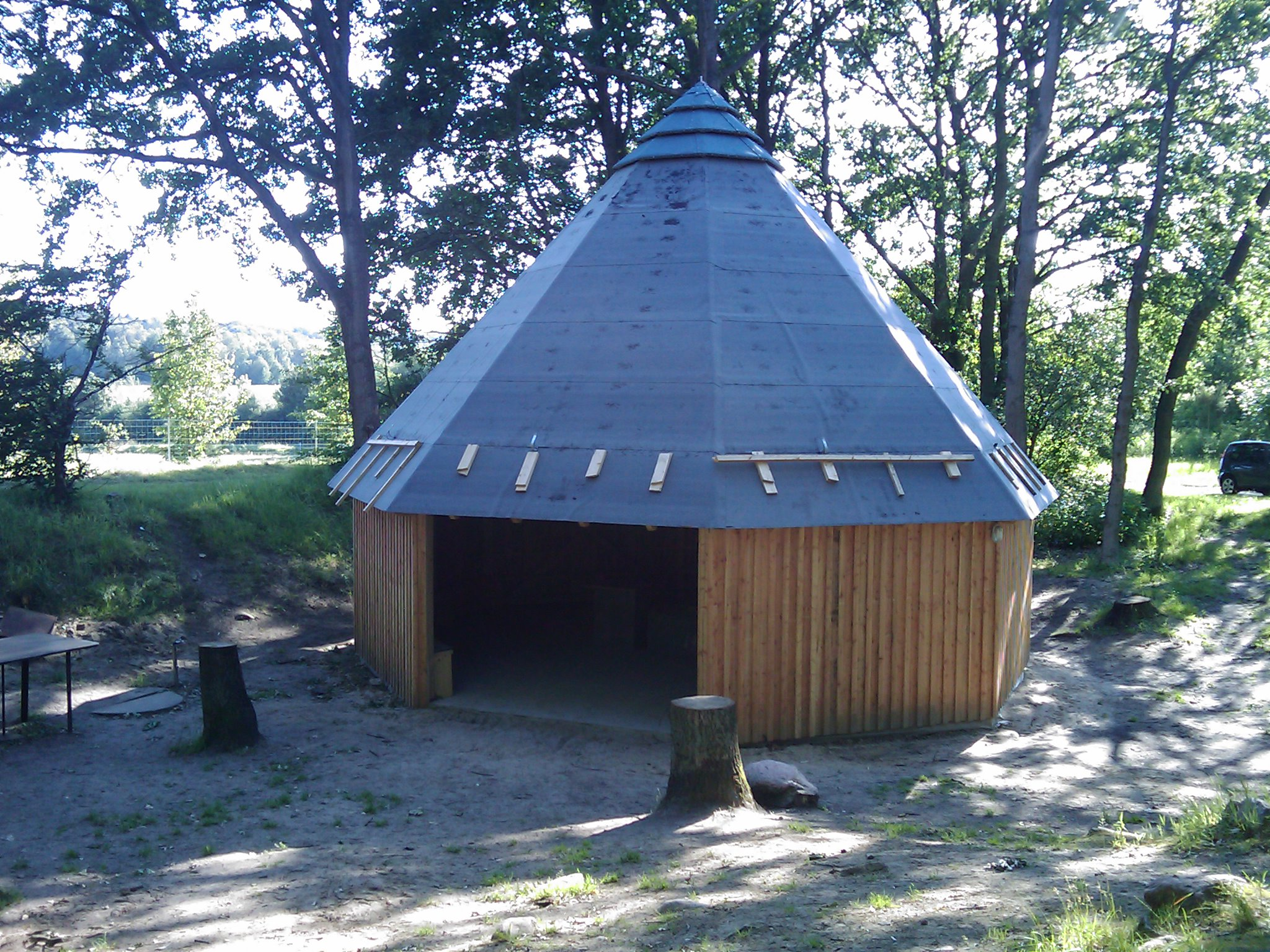
Die neue Köhlerhütte in Helmstorf

- Köhlerhütte, abgebrannt im Mai 2008, neu erbaut 2009

## Vereine und Veranstaltungen
- Freiwillige Feuerwehr[4]
- Schützenverein (gegr. 1903)
- Bürgerverein[5]
- Faslamsclub

## Persönlichkeiten
- Sabine von Diest-Brackenhausen (* 1931), Bildhauerin und Malerin, wohnt in Helmstorf